# Паудлер, Мария
Мария Па́удлер (нем. Maria Paudler; 20 июня 1903, Боденбах — 17 августа 1990, Мюнхен) — немецкая актриса.

## Биография
Родом из Судетов, дочь архитектора, Мария училась в торговом училище. По рекомендации актёра Вильгельма Клича в конце Первой мировой войны отправилась в Прагу учиться актёрскому мастерству в Академии музыки и исполнительского искусства.
Первой ролью 17-летней Марии Паудлер стала роль Гретхен в «Фаусте» на сцене Аусига в 1921 году. Позднее она работала в земельном театре в Праге, а в 1923 году Леопольд Йеснер пригласил её партнёршей Александру Моисси в берлинский Прусский государственный театр. С 1926 года регулярно снималась в кино. В 1930-х годах играла на сцене берлинского театра комедии и Фольксбюне, а также в венском Театре в Йозефштадте и Немецком театре в Мюнхене и исполняла роли второго плана в кино.
После передачи Судетов Чехии в 1945 году Мария Паудлер переехала в Дрезден, где работала на сцене до 1948 года. В 1949—1951 годах была вынуждена прервать карьеру после тяжёлой автомобильной аварии. В 1950 году переехала из ГДР через Берлин в Гамбург, где руководила собственным театром и часто снималась на телевидении. В 1968 году Мария Паудлер была награждена премией «Бэмби».
После первого замужества Мария Паудлер длительное время состояла в связи с актёром Гарри Лидтке. Во второй брак вступила с режиссёром и актёром Куртом Скальденом, в этом браке родился актёр Норберт Скальден, покончивший жизнь самоубийством.
В 1977 году Мария Паудлер выпустила свои мемуары «… И смеху нужно учиться». Похоронена на кладбище Перлахер-Форст.

## Фильмография
| - 1926: Der Jüngling aus der Konfektion - 1926: Madame wünscht keine Kinder - 1926: Man spielt nicht mit der Liebe - 1927: Die Lorelei - 1927: Wochenendzauber - 1927: Das gefährliche Alter - 1927: Der Bettelstudent - 1927: Orientexpress - 1927: Die indiskrete Frau - 1927: Die weiße Spinne - 1927: Kleinstadtsünder - 1928: Der Raub der Sabinerinnen - 1928: Ein Mädel mit Temperament - 1928: Dragonerliebchen - 1928: Majestät schneidet Bubiköpfe - 1928: Heiratsfieber - 1928: Mein Freund Harry - 1929: Die fidele Herrenpartie - 1929: Liebe im Schnee - 1929: Das letzte Fort - 1929: Das närrische Glück - 1930: Ehestreik | - 1930: Oh Mädchen, mein Mädchen, wie lieb ich Dich - 1930: Die große Sehnsucht - 1930: Der Korvettenkapitän - 1931: Einer Frau muß man alles verzeih’n - 1931: Der falsche Ehemann - 1931: Solang' noch ein Walzer von Strauß erklingt - 1931: Strohwitwer - 1931: Sang viennois - 1933: Wenn am Sonntagabend die Dorfmusik spielt - 1934: Der junge Baron Neuhaus - 1936: Unsterbliche Melodien - 1936: Junges Blut - 1938: Das Verlegenheitskind - 1938: Ein Mädchen geht an Land - 1941: Ehe man Ehemann wird - 1951: Professor Nachtfalter - 1952: Einmal am Rhein - 1953: Keine Angst vor großen Tieren - 1954: Keine Angst vor Schwiegermüttern - 1954: Eine Liebesgeschichte - 1957: Ferien auf Immenhof |